# Dům U Zlatotepců
Dům U Zlatotepců, někdy také zvaný U Zlaté hory, je dům čp. 12 na Starém Městě v Praze v ulici U Radnice č. 6. Stojí mezi domy U Zlatého zvonku a U Zelené žáby. Je chráněn jako kulturní památka České republiky.
Dům má románské jádro, přestavěn byl goticky, potom pozdně goticky kolem roku 1500 a v renesanci. Ve středověku mezi ním a domem U Zlatého zvonku vedla malá ulička, která spojovala Linhartskou ulici se Staroměstským náměstím. Vrcholně barokně byl pak dům přestavěn ve 40. letech 18. století.
V roce 1571 dům koupil zlatotepec Kunrád Šuster a od té doby se k domu váže jeho dnešní jméno. Šuster nechal mj. přistavět podloubí.
Dnes je v domě pivnice U Kata.